# Lisabel
 (avril 2023).
Lisabel Filiatrault (connue sous le nom d'artiste LISABEL) est une peintre canadienne née en 1968 à Montréal, Québec. Depuis son plus jeune âge, elle a été passionnée par les arts, ce qui l'a amenée à se faire remarquer sur la scène artistique internationale. Elle a exposé ses œuvres dans plus de quarante expositions dans le monde entier.
Son travail artistique se caractérise par ses peintures abstraites et semi-figuratives. En 1990, alors qu'elle travaillait dans l'industrie des matériaux composites commerciaux, elle a développé une nouvelle technique artistique utilisant des polymères.
À partir de 2007,, LISABEL s'est consacrée pleinement à l'art. Avec son partenaire Glenn Miller, homme d'affaires, elle a lancé la Galerie LISABEL.
Les œuvres de LISABEL ont été exposées dans des hôtels de luxe tels que les InterContinental, ainsi que dans des espaces publics tels que des halls et des espaces de divertissement. LISABEL a participé à des projets spéciaux comme la décoration d’une Lamborghini,,,, ou le dessous d’un couvercle d’un piano Steinway.
LISABEL est aussi ambassadrice pour le Cégep de Saint-Jérôme,.
Les œuvres de LISABEL se retrouvent entre autres à Montréal, Toronto, Vancouver, Miami, San Diego, Belgique, Mexique, Portugal, Dubaï, Shanghai, Pékin et au-delà,.
En 2023, on retrouve les œuvres de LISABEL à l'exposition Divina Dalí qui a lieu à Toronto,,.

## Expositions[25],[26]
Salon International Design d’intérieur (SIDIM), Montréal, Canada
Vancouver Fine Art Gallery, Vancouver, Canada
Lamborghini Scotti, Montréal, Canada
La Halle aux draps, Tournai, Belgique
The Interior Design Show, Toronto, Canada, Édition 2024

## Prix et honneurs[26]
Premier prix, catégorie Abstrait - Tous les médiums, Abstract Art 2021
Lauréate, 28e Concours Gala international des arts visuels son et lumière, Montréal, Canada
Diplôme honorifique, 33ième Exposition internationale, Cangas, Espagne
Lauréate, 24e Concours Gala international des arts visuels son et lumière, Montréal, Canada